# Resultat i primärvalen till presidentvalet i USA 2008
Denna artikel visar resultaten i primärvalen till presidentvalet i USA 2008.

## Delegater
En delstats delegater (ombud) fördelas på kandidaterna enligt utfallet i primärvalet (2008). Ombuden väljer sitt partis presidentkandidat på den nationella partisammankomsten. Demokraterna har sedan 1982 superdelegater; det är ombud som ej utgår från primärvalsprocessen. De flesta av dessa är höga politiska befattningshavare och betydande förtroendevalda inom partiet. Republikanerna har å sin sida bundna och obundna delegater. Superdelegater och obundna delegater är fristående vid det slutliga nomineringsvalet även om de i förstone kan ha lovat att rösta för en viss kandidat, vilket försvårar förutsägbarheten.

## Översikt
| Demokraterna | Demokraterna | Demokraterna | Demokraterna | Demokraterna | Republikanerna                                                                                                | Republikanerna                                                                                                | Republikanerna                                                                                                | Republikanerna                                                                                                | Republikanerna                                                                                                |
| | | | | | | | | | |
| Kandidat | Kandidat | Bundna delegater | Obundna delegater | Delegater, sammanlagt | Kandidat | Kandidat | Bundna delegater                                                                                              | Obundna delegater                                                                                             | Delegater, sammanlagt                                                                                         |
| Barack Obama | Barack Obama (presumtiv segrare) | 1 762 | 394 | 2 156 | John McCain                                                                                                   | John McCain (presumtiv segrare)                                                                               | 1 432 | 85 | 1 517 |
| Kandidater som dragit sig tillbaka: | | | | | | | | | |
| Hillary Clinton | Hillary Clinton Hon gav upp den 7 juni Men hon drog aldrig helt ur, då hon på demokraternas kongress fick många röster.                     | 1 637 | 286 | 1 923 | Ron Paul | Ron Paul (drog sig tillbaka 12 juni 2008)                                                                     | 35 | 0 | 35 |
| John Edwards | John Edwards (drog sig tillbaka 30 januari 2008)                                                                                            | 155 | 0 | 155 | Mike Huckabee                                                                                                 | Mike Huckabee (drog sig tillbaka 4 mars 2008)                                                                 | 272 | 3 | 275 |
| John Edwards | John Edwards (drog sig tillbaka 30 januari 2008)                                                                                            | 155 | 0 | 155 | Duncan Hunter                                                                                                 | Duncan L. Hunter (drog sig tillbaka 19 januar 2008)                                                           | 0 | 0 | 0 |
| John Edwards | John Edwards (drog sig tillbaka 30 januari 2008)                                                                                            | 155 | 0 | 155 | Mitt Romney                                                                                                   | Mitt Romney (drog sig tillbaka 7 februari 2008)                                                               | 255 | 0 | 255 |
| John Edwards | John Edwards (drog sig tillbaka 30 januari 2008)                                                                                            | 155 | 0 | 155 | Fred Thompson                                                                                                 | Fred Thompson (drog sig tillbaka 23 januari 2008)                                                             | 0 | 0 | 0 |
| Delegater, sammanlagt: 4 234 (2 118 för seger) Bundna delegater: 3 438 Obundna delegater (superdelegater): 796 Förfallna delegatröster: 133 | Delegater, sammanlagt: 4 234 (2 118 för seger) Bundna delegater: 3 438 Obundna delegater (superdelegater): 796 Förfallna delegatröster: 133 | Delegater, sammanlagt: 4 234 (2 118 för seger) Bundna delegater: 3 438 Obundna delegater (superdelegater): 796 Förfallna delegatröster: 133 | Delegater, sammanlagt: 4 234 (2 118 för seger) Bundna delegater: 3 438 Obundna delegater (superdelegater): 796 Förfallna delegatröster: 133 | Delegater, sammanlagt: 4 234 (2 118 för seger) Bundna delegater: 3 438 Obundna delegater (superdelegater): 796 Förfallna delegatröster: 133 | Delegater, sammanlagt: 2 380 (1 191 för seger) Bundna delegater: 1 917 Obundna delegater (RNC-delegater): 463 | Delegater, sammanlagt: 2 380 (1 191 för seger) Bundna delegater: 1 917 Obundna delegater (RNC-delegater): 463 | Delegater, sammanlagt: 2 380 (1 191 för seger) Bundna delegater: 1 917 Obundna delegater (RNC-delegater): 463 | Delegater, sammanlagt: 2 380 (1 191 för seger) Bundna delegater: 1 917 Obundna delegater (RNC-delegater): 463 | Delegater, sammanlagt: 2 380 (1 191 för seger) Bundna delegater: 1 917 Obundna delegater (RNC-delegater): 463 |

## Resultat i detalj
De kandidater som avbröt sina kampanjer (Joe Biden, John Edwards, Dennis Kucinich, Christopher Dodd, Bill Richardson, Fred Thompson, Rudy Giuliani, Mitt Romney och Mike Huckabee) är markerade med fotnot vid efterföljande val.
Alla procentangivelser är avrundade. Angivelsen 0 % innebär att mindre än 0,5 procent av rösterna har erhållits, vilket i folkrika delstater kan betyda så mycket som 20 000 röster.
På grund av de komplicerade valriktlinjerna bestäms delegattilldelningen av faktorer vid sidan av Primary, Caucus och Convention. Dessa faktorer skiljer sig åt från delstat till delstat.
| Datum                                                                                             | Delstat                  | Förutsättningar | Resultat Demokraterna Placering, namn, röstandel, bundna delegater                                                                                              | Resultat Republikanerna Placering, namn, röstandel, bundna delegater |
| ------------------------------------------------------------------------------------------------- | ------------------------ | --- | --- | --- |
| 3 januari 2008                                                                                    | Iowa                     | Demokraterna: 45 delegater 12 superdelegater Republikanerna: 37 delegater 3 obundna delegater                                                | Caucus 1. Barack Obama (38 %) 16 2. John Edwards (30 %) 14 3. Hillary Clinton (29 %) 15 4. Bill Richardson (2 %) 0 5. Joe Biden (1 %) 0                         | Caucus 1. Mike Huckabee (34 %) 13 2. Mitt Romney (25 %) 10 3. Fred Thompson (13 %) 5 4. John McCain (13 %) 5 5. Ron Paul (10 %) 4 6. Rudy Giuliani (3 %) 0                                                                  |
| Republikanerna: 5 januari och 30–31 maj 2008 Demokraterna: 8 mars 2008                            | Wyoming                  | Demokraterna: 12 delegater 6 superdelegater Republikanerna: utser 14 i st.f. 27 delegater 14 delegater 0 obundna delegater                   | Caucus 1. Barack Obama (61 %) 7 2. Hillary clinton (38 %) 5 | Caucus 1. Mitt Romney (67 %) 8 2. Fred Thompson (25 %) 3 3. Duncan Hunter (8 %) 1 |
| 8 januari                                                                                         | New Hampshire            | Demokraterna: 22 delegater 5 superdelegater Republikanerna: 12 delegater 0 obundna legater                                                   | Primary 1. Hillary Clinton (39 %) 9 2. Barack Obama (36 %) 9 3. John Edwards (17 %) 4 4. Bill Richardson (5 %) 0 5. Dennis Kucinich (1 %) 0                     | Primary 1. John McCain (37 %) 7 2. Mitt Romney (32 %) 4 3. Mike Huckabee (11 %) 1 4. Rudy Giuliani (9 %) 0 5. Ron Paul (8 %) 0 6. Fred Thompson (1 %) 0 7. Duncan Hunter (1 %) 0                                            |
| 15 januari                                                                                        | Michigan                 | Demokraterna: Delegatrösterna har bara halva värdet Republikanerna: utser 30 i st.f. 60 delegater 30 delegater 0 obundna delegater           | Primary 1. Hillary Clinton (55 %) 34,5 2. Barack Obama (40 %) 29,5 3. Dennis Kucinich (4 %) 0 Christopher Dodd (1 %) 0                                          | Primary 1. Mitt Romney (39 %) 5 2. John McCain (30 %) 24 3. Mike Huckabee (16 %) 1 4. Ron Paul (6 %) 0 5. Fred Thompson (4 %) 0 6. Rudolph Giuliani (3 %) 0                                                                 |
| 19 januari                                                                                        | Nevada                   | Demokraterna: 25 delegater 8 superdelegater Republikanerna: 31 delegater 3 obundna delegater                                                 | Caucus 1. Hillary Clinton (51 %) 12 2. Barack Obama (45 %) 13 3. John Edwards (4 %) 0                                                                           | Caucus 1. Mitt Romney (51 %) 17 2. Ron Paul (14 %) 4 3. John McCain (13 %) 4 4. Mike Huckabee (8 %) 3 5. Fred Thompson (8 %) 3 6. Rudolph Giuliani (4 %) 0 7. Duncan Hunter (2 %) 0                                         |
| Republikanerna: 19 januari 2008 Demokraterna: 26 januari 2008                                     | South Carolina           | Demokraterna: 45 delegater 9 superdelegater Republikanerna: utser 24 i st.f. 47 delegater 24 delegater 0 obundna delegater                   | Primary (99 % räknat) 1. Barack Obama (55 %) 25 2. Hillary Clinton (26 %) 12 3. John Edwards (18 %) 8                                                           | Primary 1. John McCain (33 %) 18 2. Mike Huckabee (30 %) 6 3. Fred Thompson (16 %) 0 4. Mitt Romney (15 %) 0 5. Ron Paul (4 %) 0 6. Rudolph Giuliani (2 %) 0                                                                |
| 29 januari 2008                                                                                   | Florida                  | Demokraterna: Delegatrösterna har bara halva värdet Republikanerna: utser 57 i st.f. 114 delegater 57 delegater 0 obundna delegater          | Primary 1. Hillary Clinton (50 %) 52,5 2. Barack Obama (33 %) 33,5 3. John Edwards (14 %) 6,5 Joe Biden (1 %) 0 Bill Richardson (1 %) 0 Dennis Kucinich (1 %) 0 | Primary 1. John McCain (36 %) 57 2. Mitt Romney (31 %) 0 3. Rudy Giuliani (15 %) 0 4. Mike Huckabee (13 %) 0 5. Ron Paul (3 %) 0 Fred Thompson (1 %) 0                                                                      |
| Republikanerna: 1–3 februari 2008 Demokraterna: 10 februari 2008                                  | Maine                    | Demokraterna: 24 delegater 10 superdelegater Republikanerna: 18 delegater 3 obundna delegater                                                | Caucus (99 % räknat) 1. Barack Obama (59 %) 15 2. Hillary Clinton (40 %) 9                                                                                      | Caucus (96 % räknat) 1. Mitt Romney (52 %) 10 2. John McCain (21 %) 4 3. Ron Paul (18 %) 3 4. Mike Huckabee (6 %) 1 |
| 5 februari 2008                                                                                   | Alabama                  | Demokraterna: 52 delegater 8 superdelegater Republikanerna: 45 delegater 3 obundna delegater                                                 | Primary 1. Barack Obama (56 %) 27 2. Hillary Clinton (42 %) 25 John Edwards (1 %) 0                                                                             | Primary 1. Mike Huckabee (41 %) 26 2. John McCain (37 %) 19 3. Mitt Romney (18 %) 0 4. Ron Paul (3 %) 0 |
| 5 februari 2008                                                                                   | Alaska                   | Demokraterna: 13 delegater 5 superdelegater Republikanerna: 26 delegater 3 obundna delegater                                                 | Caucus 1. Barack Obama(75 %) 9 2. Hillary Clinton (25 %) 4 | Caucus 1. Mitt Romney (44 %) 12 2. Mike Huckabee (22 %) 6 3. Ron Paul (17 %) 5 4. John McCain (16 %) 3 |
| Demokraterna: 5 februari 2008 Republikanerna: 23 februari 2008                                    | Amerikanska Samoa        | Invånarna har ej rösträtt i USA:s presidentval Demokraterna: 3 delegater 6 superdelegater Republikanerna: 6 delegater 3 obundna delegater    | Caucus 1. Hillary Clinton (57 %) 2 2. Barack Obama (43 %) 1 | Caucus 1. John McCain (100 %) 6 |
| 5 februari 2008                                                                                   | Arizona                  | Demokraterna: 56 delegater 11 superdelegater Republikanerna: 50 delegater 3 obundna delegater                                                | Primary 1. Hillary Clinton (50 %) 31 2. Barack Obama (42 %) 25 John Edwards (5 %) 0 Bill Richardson (1 %) 0 Dennis Kucinich (0 %) 0                             | Primary 1. John McCain (47 %) 50 2. Mitt Romney (35 %) 0 3. Mike Huckabee (9 %) 0 4. Ron Paul (4 %) 0 Rudy Giuliani (3 %) 0 Fred Thompson (2 %) 0                                                                           |
| 5 februari 2008                                                                                   | Arkansas                 | Demokraterna: 35 delegater 12 superdelegater Republikanerna: 31 delegater 3 obundna delegater                                                | Primary 1. Hillary Clinton (70 %) 27 2. Barack Obama (26 %) 8 John Edwards (2 %) 0                                                                              | Primary 1. Mike Huckabee (60 %) 29 2. John McCain (20 %) 1 3. Mitt Romney (14 %) 1 4. Ron Paul (5 %) 0 |
| 5 februari 2008                                                                                   | Colorado                 | Demokraterna: 55 delegater 16 superdelegater Republikanerna: 43 delegater 3 obundna delegater                                                | Caucus 1. Barack Obama (67 %) 19 2. Hillary Clinton (32 %) 9 | Caucus (95 % räknat) 1. Mitt Romney (60 %) 43 2. John McCain (19 %) 0 3. Mike Huckabee (13 %) 0 4. Ron Paul (8 %) 0 |
| 5 februari 2008                                                                                   | Connecticut              | Demokraterna: 48 delegater 12 superdelegater Republikanerna: 27 delegater 3 obundna delegater                                                | Primary 1. Barack Obama (51 %) 26 2. Hillary Clinton (47 %) 22 John Edwards (1 %) 0                                                                             | Primary 1. John McCain (52 %) 27 2. Mitt Romney (33 %) 0 3. Mike Huckabee (7 %) 0 4. Ron Paul (4 %) 0 Rudy Giuliani (2 %) 0                                                                                                 |
| 5 februari 2008                                                                                   | Delaware                 | Demokraterna: 15 delegater 8 superdelegater Republikanerna: 15 delegater 3 obundna delegater                                                 | Primary 1. Barack Obama (53 %) 9 2. Hillary Clinton (42 %) 6 Joe Biden (3 %) 0 John Edwards (1 %) 0                                                             | Primary 1. John McCain (45 %) 15 2. Mitt Romney (33 %) 0 3. Mike Huckabee (15 %) 0 4. Ron Paul (4 %) 0 Rudy Giuliani (3 %) 0                                                                                                |
| 5 februari 2008                                                                                   | Georgia                  | Demokraterna: 87 delegater 16 superdelegater Republikanerna: 69 delegater 3 obundna delegater                                                | Primary 1. Barack Obama (66 %) 60 2. Hillary Clinton (31 %) 27 John Edwards (2 %) 0                                                                             | Primary 1. Mike Huckabee (34 %) 51 2. John McCain (32 %) 12 3. Mitt Romney (30 %) 6 4. Ron Paul (3 %) 0 Rudolph Giuliani (1 %) 0                                                                                            |
| Demokraterna: 5 februari 2008 Republikanerna: 27 maj 2008                                         | Idaho                    | Demokraterna: 18 delegater 5 superdelegater Republikanerna: 29 delegater 3 obundna delegater                                                 | Caucus 1. Barack Obama (80 %) 15 2. Hillary Clinton (17 %) 3 John Edwards (1 %) 0                                                                               | Primary 1. John McCain (70 %) 17 2. Ron Paul (24 %) 6 3. None of the names shown (6 %) 1 |
| 5 februari 2008                                                                                   | Illinois                 | Demokraterna: 153 delegater 32 superdelegater Republikanerna: 57 delegater 13 obundna delegater                                              | Primary 1. Barack Obama (65 %) 104 2. Hillary Clinton (33 %) 49 John Edwards (2 %) 0                                                                            | Primary 1. John McCain (47 %) 54 2. Mitt Romney (29 %) 3 3. Mike Huckabee (16 %) 0 4. Ron Paul (5 %) 0 Rudolph Giuliani (1 %) 0                                                                                             |
| 5 februari 2008                                                                                   | Kalifornien              | Demokraterna: 370 delegater 71 superdelegater Republikanerna: 170 delegater 3 obundna delegater                                              | Primary 1. Hillary Clinton (51 %) 203 2. Barack Obama (43 %) 167 John Edwards (4 %) 0                                                                           | Primary 1. John McCain (42 %) 158 2. Mitt Romney (35 %) 12 3. Mike Huckabee (12 %) 0 4. Ron Paul (4 %) 0 Rudy Giuliani (4 %) 0 Fred Thompson (2 %) 0                                                                        |
| Demokraterna: 5 februari 2008 Republikanerna: 9 februari 2008                                     | Kansas                   | Demokraterna: 32 delegater 9 superdelegater Republikanerna: 36 delegater 3 obundna delegater                                                 | Caucus 1. Barack Obama (74 %) 23 2. Hillary Clinton (26 %) 9 | Caucus 1. Mike Huckabee (60 %) 36 2. John McCain (24 %) 0 3. Ron Paul (11 %) 0 4. Alan Keyes (1 %) 0 Mitt Romney (3 %) 0 |
| 5 februari 2008                                                                                   | Massachusetts            | Demokraterna: 93 delegater 28 superdelegater Republikanerna: 40 delegater 3 obundna delegater                                                | Primary 1. Hillary Clinton (56 %) 55 2. Barack Obama (41 %) 38 John Edwards (2 %) 0                                                                             | Primary 1. Mitt Romney (52 %) 22 2. John McCain (41 %) 18 3. Mike Huckabee (4 %) 0 4. Ron Paul (3 %) 0 Rudy Giuliani (1 %) 0                                                                                                |
| 5 februari 2008                                                                                   | Minnesota                | Demokraterna: 72 delegater 16 superdelegater Republikanerna: 38 delegater 3 obundna delegater                                                | Caucus 1. Barack Obama (66 %) 48 2. Hillary Clinton (32 %) 24 John Edwards (0 %) 0                                                                              | Caucus 1. Mitt Romney (41 %) 38 2. John McCain (22 %) 0 3. Mike Huckabee (20 %) 0 4. Ron Paul (16 %) 0 5. Alan Keyes (1 %) 0                                                                                                |
| 5 februari 2008                                                                                   | Missouri                 | Demokraterna: 72 delegater 16 superdelegater Republikanerna: 58 delegater 0 obundna delegater                                                | Primary 1. Barack Obama (49 %) 36 2. Hillary Clinton (48 %) 36 John Edwards (2 %) 0                                                                             | Primary 1. John McCain (33 %) 58 2. Mike Huckabee (32 %) 0 3. Mitt Romney (29 %) 0 4. Ron Paul (4 %) 0 Rudy Giuliani (1 %) 0 Fred Thompson (1 %) 0                                                                          |
| Republikanerna: 5 februari 2008 Demokraterna: 3 juni 2008                                         | Montana                  | Demokraterna: 16 delegater 8 superdelegater Republikanerna: 25 delegater 0 obundna delegater                                                 | Primary 1. Barack Obama (56 %) 9 2. Hillary Clinton (41 %) 7 | Caucus 1. Mitt Romney (38 %) 25 2. Ron Paul (25 %) 0 3. John McCain (22 %) 0 4. Mike Huckabee (15 %) 0 |
| 5 februari 2008                                                                                   | New Jersey               | Demokraterna: 107 delegater 20 superdelegater Republikanerna: 52 delegater 0 obundna delegater                                               | Primary 1. Hillary Clinton (54 %) 59 2. Barack Obama (44 %) 48 John Edwards (1 %) 0                                                                             | Primary 1. John McCain (55 %) 52 2. Mitt Romney (28 %) 3. Mike Huckabee (8 %) 4. Ron Paul (5 %) Rudy Giuliani (3 %) 0 Fred Thompson (1 %) 0                                                                                 |
| Demokraterna: 5 februari 2008 Republikanerna: 3 juni 2008                                         | New Mexico               | Demokraterna: 26 delegater 12 superdelegater Republikanerna: 29 delegater 3 obundna delegater                                                | Primary 1. Hillary Clinton (49 %) 14 2. Barack Obama (48 %) 12 John Edwards (1 %) 0 Bill Richardson (1 %) 0                                                     | Primary 1. John McCain (86 %) 29 2. Ron Paul (14 %) 0 |
| 5 februari 2008                                                                                   | New York                 | Demokraterna: 232 delegater 49 superdelegater Republikanerna: 98 delegater 3 obundna delegater                                               | Primary 1. Hillary Clinton (57 %) 136 2. Barack Obama (40 %) 91 John Edwards (1 %) 0                                                                            | Primary 1. John McCain (52 %) 87 2. Mitt Romney (25 %) 0 3. Mike Huckabee (10 %) 0 4. Ron Paul (6 %) 0 Rudy Giuliani (3 %) 0                                                                                                |
| 5 februari 2008                                                                                   | North Dakota             | Demokraterna: 13 delegater 8 superdelegater Republikanerna: 23 delegater 3 obundna delegater                                                 | Caucus 1. Barack Obama (61 %) 8 2. Hillary Clinton (37 %) 5 John Edwards (1 %) 0                                                                                | Caucus 1. Mitt Romney (36 %) 8 2. John McCain (23 %) 5 3. Ron Paul (21 %) 5 4. Mike Huckabee (20 %) 5 |
| 5 februari 2008                                                                                   | Oklahoma                 | Demokraterna: 38 delegater 9 superdelegater Republikanerna: 38 delegater 3 obundna delegater                                                 | Primary 1. Hillary Clinton (55 %) 24 2. Barack Obama (31 %) 14 John Edwards (10 %) 0 Bill Richardson (2 %) 0 Christopher Dodd (1 %) 0 Dennis Kucinich (1 %) 0   | Primary 1. John McCain (37 %) 32 2. Mike Huckabee (33 %) 6 3. Mitt Romney (25 %) 0 4. Ron Paul (3 %) 0 Rudy Giuliani (1 %) 0 Fred Thompson (1 %) 0                                                                          |
| 5 februari 2008                                                                                   | Tennessee                | Demokraterna: 68 delegater 17 superdelegater Republikanerna: 52 delegater 3 obundna delegater                                                | Primary 1. Hillary Clinton (54 %) 40 2. Barack Obama (41 %) 28 John Edwards (4 %) 0                                                                             | Primary 1. Mike Huckabee (35 %) 23 2. John McCain (32 %) 15 3. Mitt Romney (24 %) 8 4. Ron Paul (6 %) 0 Fred Thompson (3 %) 0 Rudy Giuliani (1 %) 0                                                                         |
| 5 februari 2008                                                                                   | Utah                     | Demokraterna: 23 delegater 6 superdelegater Republikanerna: 36 delegater 0 obundna delegater                                                 | Primary 1. Barack Obama (57 %) 14 2. Hillary Clinton (39 %) 9 John Edwards (3 %) 0                                                                              | Primary 1. Mitt Romney (89 %) 36 2. John McCain (5 %) 0 3. Ron Paul (3 %) 0 4. Mike Huckabee (1 %) 0 |
| Republikanerna: 5 februari och 13 maj 2008 Demokraterna: 13 maj 2008                              | West Virginia            | Demokraterna: 28 delegater 11 superdelegater Republikanerna: 27 delegater 3 obundna delegater                                                | Primary 1. Hillary Clinton (67 %) 20 2. Barack Obama (26 %) 8 John Edwards (7 %) 0                                                                              | Caucus 1. Mike Huckabee (52 %) 18 2. Mitt Romney (47 %) 0 3. John McCain (1 %) 0 Primary 1. John McCain (76 %) 9 2. Ron Paul (5 %) 0 Mike Huckabee (10 %) 0 Mitt Romney (4 %) 0 Rudolph Giuliani (2 %) 0 Alan Keyes (1 %) 0 |
| Demokraterna: 9 februari 2008 Republikanerna: 5 april 2008                                        | Amerikanska Jungfruöarna | Invånarna har ej rösträtt i USA:s presidentval. Demokraterna: 3 delegater 6 superdelegater Republikanerna: 6 delegater 3 obundna delegater   | Convention 1. Barack Obama (90 %) 3 2. Hillary Clinton (8 %) 0                                                                                                  | Caucus 1. Uncommitted (47 %) 6 2. John McCain (32 %) 0 3. Ron Paul (3 %) 0 Mitt Romney (19 %) 0 |
| 9 februari 2008                                                                                   | Louisiana                | Demokraterna: 56 delegater 10 superdelegater Republikanerna: 44 delegater 3 obundna delegater                                                | Primary 1. Barack Obama (57 %) 33 2. Hillary Clinton (36 %) 23 John Edwards (3 %) 0 Joe Biden (2 %) 0 Bill Richardson (1 %) 0 Christopher Dodd (1 %) 0          | Primary 1. Mike Huckabee (43 %) 2. John McCain (42 %) 3. Ron Paul (5 %) 4. Alan Keyes (1 %) Mitt Romney (6 %) Fred Thompson (1 %) Rudy Giuliani (1 %)                                                                       |
| Demokraterna: 9 februari 2008 Republikanerna: 13 maj 2008                                         | Nebraska                 | Demokraterna: 24 delegater 7 superdelegater Republikanerna: 30 delegater 3 obundna delegater                                                 | Caucus 1. Barack Obama (68 %) 16 2. Hillary Clinton (32 %) 8 | Primary 1. John McCain (87 %) 2. Ron Paul (13 %) |
| Demokraterna: 9 februari och 17 maj 2008 Republikanerna: 9 februari och 19 februari 2008          | Washington               | Demokraterna: 78 delegater 19 superdelegater Republikanerna: 37 delegater 3 obundna delegater                                                | Caucus (96 % räknat) 1. Barack Obama (68 %) 52 2. Hillary Clinton (31 %) 26                                                                                     | Primary 1. John McCain (50 %) 16 2. Mike Huckabee (24 %) 8 3. Ron Paul (8 %) 5 Mitt Romney (16 %) 0 Caucus 1. John McCain (25 %) 2. Mike Huckabee (23 %) 3. Ron Paul (22 %) Mitt Romney (16 %)                              |
| Republikanerna: 3 januari–10 juni 2008 Demokraterna: 5–12 februari 2008 och 15 mars–11 april 2008 | Utrikes                  | Demokraterna: 7 delegater 4 superdelegater                                                                                                   | Primary 1. Barack Obama (66 %) 4,5 2. Hillary Clinton (32 %) 2,5 John Edwards (1 %) 0 Dennis Kucinich (1 %) 0                                                   | |
| 12 februari 2008                                                                                  | Maryland                 | Demokraterna: 70 delegater 29 superdelegater Republikanerna: 34 delegater 3 obundna delegater                                                | Primary 1. Barack Obama (61 %) 43 2. Hillary Clinton (36 %) 27 John Edwards (1 %) 0                                                                             | Primary 1. John McCain (55 %) 34 2. Mike Huckabee (29 %) 0 3. Ron Paul (6 %) 0 4. Alan Keyes (1 %) 0 Mitt Romney (7 %) 0 Rudolph Giuliani (1 %) 0 Fred Thompson (1 %) 0                                                     |
| 12 februari 2008                                                                                  | Virginia                 | Demokraterna: 83 delegater 18 superdelegater Republikanerna: 60 delegater 3 obundna delegater                                                | Primary 1. Barack Obama (64 %) 54 2. Hillary Clinton (35 %) 29 John Edwards (1 %) 0                                                                             | Primary 1. John McCain (50 %) 60 2. Mike Huckabee (41 %) 0 3. Ron Paul (5 %) 0 Mitt Romney (4 %) 0 Fred Thompson (4 %) 0 |
| 12 februari 2008                                                                                  | District of Columbia     | Demokraterna: 15 delegater 23 superdelegater Republikanerna: 16 delegater 3 obundna delegater                                                | Primary 1. Barack Obama (75 %) 12 2. Hillary Clinton (24 %) 3 John Edwards (0 %) 0                                                                              | Primary 1. John McCain (68 %) 16 2. Mike Huckabee (16 %) 0 3. Ron Paul (8 %) 0 Mitt Romney (6 %) 0 Rudy Giuliani (2 %) 0 |
| Demokraterna: 19 februari 2008 Republikanerna: 16–18 maj 2008                                     | Hawaii                   | Demokraterna: 20 delegater 9 superdelegater Republikanerna: 17 delegater 3 obundna delegater                                                 | Caucus 1. Barack Obama (76 %) 14 2. Hillary Clinton (24 %) 6 | Convention 1. John McCain (100 %) 17 |
| 19 februari 2008                                                                                  | Wisconsin                | Demokraterna: 74 delegater 18 superdelegater Republikanerna: 40 delegater 3 obundna delegater                                                | Primary 1. Barack Obama (58 %) 42 2. Hillary Clinton (41 %) 32 John Edwards (1 %) 0                                                                             | Primary 1. John McCain (55 %) 34 2. Mike Huckabee (37 %) 6 3. Ron Paul (5 %) 0 Mitt Romney (2 %) 0 Fred Thompson (1 %) 0 |
| Republikanerna: 23 februari 2008                                                                  | Nordmarianerna           | Invånarna har ej rösträtt i USA:s presidentval. Republikanerna: 6 delegater 3 obundna delegater                                              | | Caucus 1. John McCain (91 %) 6 2. Mike Huckabee (5 %) 0 3. Ron Paul (5 %) 0 |
| Republikanerna: 24 februari 2008 Demokraterna: 1 juni 2008                                        | Puerto Rico              | Invånarna har ej rösträtt i USA:s presidentval. Demokraterna: 55 delegater 8 superdelegater Republikanerna: 20 delegater 3 obundna delegater | Primary 1. Hillary Clinton (68 %) 38 2. Barack Obama (32 %) 17                                                                                                  | Caucus 1. John McCain (90 %) 20 2. Mike Huckabee (5 %) 0 3. Ron Paul (4 %) 0 |
| 4 mars 2008                                                                                       | Ohio                     | Demokraterna: 141 delegater 20 superdelegater Republikanerna: 85 delegater 3 obundna delegater                                               | Primary 1. Hillary Clinton (54 %) 75 2. Barack Obama (44 %) 66 John Edwards (2 %) 0                                                                             | Primary 1. John McCain (60 %) 85 2. Mike Huckabee (31 %) 0 3. Ron Paul (5 %) 0 Mitt Romney (3 %) 0 Fred Thompson (2 %) 0 |
| 4 mars 2008                                                                                       | Rhode Island             | Demokraterna: 21 delegater 11 superdelegater Republikanerna: 17 delegater 3 obundna delegater                                                | Primary 1. Hillary Clinton (58 %) 13 2. Barack Obama (40 %) 8 John Edwards (1 %) 0                                                                              | Primary 1. John McCain (65 %) 13 2. Mike Huckabee (22 %) 4 3. Ron Paul (7 %) 0 Mitt Romney (4 %) 0 |
| 4 mars 2008                                                                                       | Texas                    | Demokraterna: 193 delegater 35 superdelegater Republikanerna: 137 delegater 3 obundna delegater                                              | Primary 1. Hillary Clinton (51 %) 65 2. Barack Obama (47 %) 61 John Edwards (1 %) 0 Caucus (41 % räknat) 1. Barack Obama (56 %) 38 2. Hillary Clinton (44 %) 29 | Primary 1. John McCain (51 %) 120 2. Mike Huckabee (38 %) 17 3. Ron Paul (5 %) 0 4. Alan Keyes (1 %) 0 Mitt Romney (2 %) 0 Fred Thompson (1 %) 0 Duncan Hunter (1 %) 0                                                      |
| 4 mars 2008                                                                                       | Vermont                  | Demokraterna: 15 delegater 8 superdelegater Republikanerna: 14 delegater 3 obundna delegater                                                 | Primary 1. Barack Obama (59 %) 9 2. Hillary Clinton (40 %) 6 John Edwards (1 %) 0 Dennis Kucinich (1 %) 0                                                       | Primary 1. John McCain (71 %) 17 2. Mike Huckabee (14 %) 0 3. Ron Paul (7 %) 0 Mitt Romney (5 %) 0 Rudolph Giuliani (2 %) 0                                                                                                 |
| Republikanerna: 8 mars 2008 Demokraterna: 3 maj 2008                                              | Guam                     | Invånarna har ej rösträtt i USA:s presidentval. Demokraterna: 4 delegater 5 superdelegater Republikanerna: 6 delegater 3 obundna delegater   | Convention 1. Barack Obama (50 %) 2 2. Hillary Clinton (50 %) 2                                                                                                 | Convention 1. John McCain (100 %) 6 |
| 11 mars 2008                                                                                      | Mississippi              | Demokraterna: 33 delegater 7 superdelegater Republikanerna: 36 delegater 3 obundna delegater                                                 | Primary 1. Barack Obama (61 %) 19 2. Hillary Clinton (37 %) 14 John Edwards (1 %) 0                                                                             | Primary 1. John McCain (79 %) 36 2. Ron Paul (4 %) 0 3. Alan Keyes (1 %) 0 Mike Huckabee (13 %) 0 Mitt Romney (2 %) 0 Fred Thompson (2 %) 0 Rudolph Giuliani (1 %) 0                                                        |
| 22 april 2008                                                                                     | Pennsylvania             | Demokraterna: 158 delegater 30 superdelegater Republikanerna: 71 delegater 3 obundna delegater                                               | Primary 1. Hillary Clinton (55 %) 84 2. Barack Obama (45 %) 74                                                                                                  | Primary 1. John McCain (73 %) 74 2. Ron Paul (16 %) 0 Mike Huckabee (11 %) 0 |
| 6 maj 2008                                                                                        | Indiana                  | Demokraterna: 74 delegater 12 superdelegater Republikanerna: 54 delegater 3 obundna delegater                                                | Primary 1. Hillary Clinton (51 %) 38 2. Barack Obama (49 %) 34                                                                                                  | Primary 1. John McCain (77 %) 54 2. Ron Paul (8 %) 0 Mike Huckabee (10 %) 0 Mitt Romney (5 %) 0 |
| 6 maj 2008                                                                                        | North Carolina           | Demokraterna: 115 delegater 19 superdelegater Republikanerna: 66 delegater 3 obundna delegater                                               | Primary 1. Barack Obama (56 %) 66 2. Hillary Clinton (41 %) 49 Mike Gravel (1 %) 0                                                                              | Primary 1. John McCain (74 %) 66 2. Ron Paul (7 %) 0 Mike Huckabee (12 %) 0 Alan Keyes (3 %) 0 |
| 20 maj 2008                                                                                       | Kentucky                 | Demokraterna: 51 delegater 9 superdelegater Republikanerna: 42 delegater 3 obundna delegater                                                 | Primary 1. Hillary Clinton (66 %) 37 2. Barack Obama (30 %) 14 John Edwards (2 %) 0                                                                             | Primary 1. John McCain (72 %) 42 2. Ron Paul (7 %) 0 Mike Huckabee (8 %) 0 Mitt Romney (5 %) 0 Rudolph Giuliani (2 %) 0 Alan Keyes (1 %) 0                                                                                  |
| 20 maj 2008                                                                                       | Oregon                   | Demokraterna: 52 delegater 13 superdelegater Republikanerna: 27 delegater 3 obundna delegater                                                | Primary 1. Barack Obama (59 %) 31 2. Hillary Clinton (41 %) 21                                                                                                  | Primary 1. John McCain (84 %) 27 2. Ron Paul (14 %) 0 |
| 3 juni 2008                                                                                       | South Dakota             | Demokraterna: 15 delegater 8 superdelegater Republikanerna: 24 delegater 3 obundna delegater                                                 | Primary 1. Hillary Clinton (55 %) 8 2. Barack Omama (45 %) 7 | Primary 1. John McCain (70 %) 24 2. Ron Paul (17 %) 0 Mike Huckabee (7 %) 0 Mitt Romney (3 %) 0 |

### Vinnare countyvis
| Demokraterna | Republikanerna |
| ------------ | -------------- |
|              |                |